# Gand-Wevelgem 1986
La Gand-Wevelgem 1986, quarantottesima edizione della corsa, fu disputata il 19 aprile 1986, su un percorso totale di 250 km. Fu vinta dall'italiano Guido Bontempi, giunto al traguardo con il tempo di 5h35'00" alla media di 44,776 km/h, precedendo l'olandese Twan Poels ed il belgi Jean-Marie Wampers.
Presero il via da Gand 229 ciclisti e 54 di essi portarono a termine la gara.

## Ordine d'arrivo (Top 10)
| Pos. | Corridore          | Squadra       | Tempo    |
| ---- | ------------------ | ------------- | -------- |
| 1    | Guido Bontempi     | Carrera       | 5h35'00" |
| 2    | Twan Poels         | Kwantum       | s.t.     |
| 3    | Jean-Marie Wampers | Hitachi       | s.t.     |
| 4    | Heinz Imboden      | Cilo          | s.t.     |
| 5    | Steve Bauer        | La Vie Claire | a 10"    |
| 6    | Ludo Peeters       | Kwantum       | s.t.     |
| 7    | Rudy Dhaenens      | Hitachi       | s.t.     |
| 8    | Kim Andersen       | La Vie Claire | a 15"    |
| 9    | Eddy Planckaert    | Panasonic     | a 18"    |
| 10   | Adrie van der Poel | Kwantum       | s.t.     |